# Franciscus Daeninck
Franciscus Daeninck (Oedelem, 1829 - Lissewege, 9 september 1889) was burgemeester van de gemeente Lissewege in België.

## Burgemeester
Daeninck, die landbouwer was, volgde op 27 mei 1885 Willem Bossier op. Hij overleed in functie en werd zes weken na zijn dood opgevolgd door Josephus Dhondt.
Daeninck was in Oedelem geboren als zoon van Martinus Daeninck en Isabella Timmerman. Hij was getrouwd met Rosalie Verheye.